# Csin Liang
Csin Liang (Peking, 1979. március 29. –) kínai női nemzetközi labdarúgó-játékvezető.

## Pályafutása
A CFA Játékvezető Bizottságának (JB) minősítésével a League One, majd a Super League játékvezetője. Küldési gyakorlat szerint rendszeres 4. bírói, illetve alapvonalbírói szolgálatot is végez. A nemzeti női labdarúgó bajnokságban kiemelkedően foglalkoztatott bíró.
A Kínai labdarúgó-szövetség JB terjesztette fel nemzetközi játékvezetőnek, a Nemzetközi Labdarúgó-szövetség (FIFA) 2010-től tartja nyilván női bírói keretében. Több nemzetek közötti válogatott (Női labdarúgó-világbajnokság, Női Ázsia-kupa, Algarve-kupa), valamint klubmérkőzést vezetett, vagy működő társának 4. bíróként segített.
A 2012-es U20-as női labdarúgó-világbajnokságon, és a 2014-es U20-as női labdarúgó-világbajnokságon a FIFA JB játékvezetőként foglalkoztatta.
| Időpont             | Helyszín                           | Mérkőzés típusa              | Mérkőzés                                        | Eredmény | Nézők száma |
| ------------------- | ---------------------------------- | ---------------------------- | ----------------------------------------------- | -------- | ----------- |
| 2012. augusztus 23. | Universiade Memorial Stadion, Kóbe | csoportmérkőzés (C. csoport) | Norvégia–Kanada                                 | 2 – 1    | 3144        |
| 2012. augusztus 26. | Universiade Memorial Stadion, Kóbe | csoportmérkőzés (B. csoport) | Olaszország–Nigéria                             | 0 – 4    |             |
| 2014. augusztus 6.  | Olimpiai Stadion, Montréal         | csoportmérkőzés (D. csoport) | Franciaország–Costa Rica                        | 5 – 1    | 4812        |
| 2014. augusztus 13. | Commonwealth Stadion, Edmonton     | csoportmérkőzés (C. csoport) | Nigériai U20-as női labdarúgó-válogatott–Anglia | 2 – 1    | 7301        |

A FIFA JB 2015 márciusában nyilvánosságra hozta annak a 29 játékvezetőnek (22 közreműködő valamint 7 tartalék, illetve 4. bíró) és 44 asszisztensnek a nevét, akik közreműködtek Kanadában a 2015-ös női labdarúgó-világbajnokságon. A kijelölt játékvezetők és asszisztensek 2015. június 26-án Zürichben, majd két héttel a világtorna előtt Vancouverben vettnek rész továbbképzésen, egyben végrehajtották a szokásos elméleti és fizikai Cooper-tesztet. Selejtező mérkőzéseket az AFC zónában vezetett. A 2014-es női Ázsia-kupa labdarúgó torna egyben minősítője volt a 2015-ös női labdarúgó-világbajnokságnak. Világbajnokságon vezetett mérkőzéseinek száma: 1.
| Időpont          | Helyszín                       | Mérkőzés típusa              | Mérkőzés               | Eredmény | Nézők száma |
| ---------------- | ------------------------------ | ---------------------------- | ---------------------- | -------- | ----------- |
| 2015. június 13. | Marcel Saupin Stadion, Moncton | csoportmérkőzés (F. csoport) | Franciaország–Kolumbia | 0 – 2    | 13 138      |

A 2014-es női Ázsia-kupa labdarúgó tornán az AFC JB bíróként foglalkoztatta.
| Időpont         | Helyszín                             | Mérkőzés típusa              | Mérkőzés                                                          | Eredmény | Nézők száma |
| --------------- | ------------------------------------ | ---------------------------- | ----------------------------------------------------------------- | -------- | ----------- |
| 2014. május 14. | Thống Nhất Stadion, Ho Si Minh-város | csoportmérkőzés (A. csoport) | Ausztrália–Japán                                                  | 2 – 2    | 2000        |
| 2014. május 25. | Thống Nhất Stadion, Ho Si Minh-város | döntő                        | Japán női labdarúgó-válogatott– Ausztrál női labdarúgó-válogatott | 0 – 3    | 10 000      |

A 2015-ös Algarve-kupa labdarúgó tornán a FIFA JB játékvezetőként vette igénybe. A labdarúgó torna a 2015-ös női labdarúgó-világbajnokság főpróbája volt.
| Időpont           | Helyszín                    | Mérkőzés típusa              | Mérkőzés                                  | Eredmény | Nézők száma |
| ----------------- | --------------------------- | ---------------------------- | ----------------------------------------- | -------- | ----------- |
| 2015. március 6.  | Municipal Stadion, Lagos    | csoportmérkőzés (A. csoport) | Svédország–Brazília                       | 1 – 2    |             |
| 2015. március 11. | Bela Vista Stadion, Parchal | bronzmérkőzés                | Svéd női labdarúgó-válogatott–Németország | 1 – 2    | 813         |

2012-ben az Ázsiai Labdarúgó-szövetség (AFC) JB a Év Játékvezetője címet adományozta részére.